# 阿尔热
阿尔热（法語：Argers，法語發音：[aʁʒe]）是法国马恩省的一个市镇，属于香槟沙隆区。

## 地理
阿尔热（49°4'7"N, 4°51'18"E）面积6.97 平方千米，位于法国大東部大區马恩省，该省份为法国东北部内陆省份，北起阿登省，西北接埃纳省，西南接塞纳-马恩省，南至奥布省，东南接上马恩省，东临默兹省。
与阿尔热接壤的市镇（或旧市镇、城区）包括：绍德方丹、多马坦-当皮埃尔、埃利斯-多库尔、聖默努、韦里耶尔。

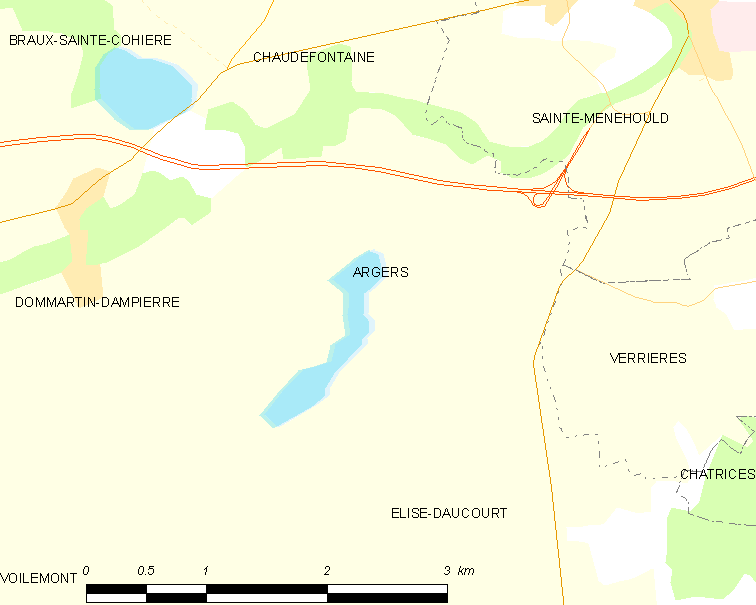
阿尔热的OSM定位图

阿尔热的时区为UTC+01:00、UTC+02:00（夏令时）。

## 行政
阿尔热的邮政编码为51800，INSEE市镇编码为51015。

## 政治
阿尔热所属的省级选区为阿戈讷-叙普-韦勒县。

## 人口

1962-2008年间阿尔热人口变化图示

阿尔热于2022年1月1日时的人口数量为109人。